# Boncho Novakov
Boncho Novakov (em búlgaro:  Бончо Новаков, nascido em 7 de maio de 1935) é um ex-ciclista olímpico búlgaro. Representou sua nação nos Jogos Olímpicos de Verão de 1960.